# Michail Pawlowitsch Bobrussow
Michail Pawlowitsch Bobrussow (russisch Михаил Павлович Бобрусов, wiss. Transliteration Michail Pavlovič Bobrusov; * 1878 in Pjatigorsk; † 5. Oktober 1955 in Moskau, RSFSR) war ein russischer Architekt, der zu Beginn des 20. Jahrhunderts in der jetzigen ukrainischen Hauptstadt Kiew wirkte.

## Leben
Bobrussow wurde in Pjatigorsk geboren und studierte am St. Petersburger Institut für Bauingenieurwesen, das er 1904 als Bauingenieur abschloss. 1907 trat er eine Stelle als Stadtbaumeister in Kiew an. 1910/11 unterrichtete er am Kiewer Polytechnischen Institut sowie in den Kiewer Technischen Kursen Architektonisches und Technisches Zeichnen. Auch war er zeitweise bei der Kiewer Wohltätigen Vereinigung angestellt.
In Kiew war Bobrussow hauptsächlich mit dem Bau von Kasernen in der expandierenden Stadt beschäftigt. Im Zuge der revolutionären Ereignisse verließ er die Stadt 1917 und zog nach Moskau.
1934 wurde Bobrussow unter der Anschuldigung der Verbreitung antisowjetischer Propaganda inhaftiert, kam aber wieder frei. 1955 verstorben, wurde er erst im Jahr 2004 rehabilitiert.

## Werk
Bobrussow entwarf Bauwerke hauptsächlich im Stil der Neoromanik, der Neorenaissance und der Ziegelarchitektur, die auch heute noch stadtbildprägend wirken. Zu seinen Werken zählen:
- Wohngebäude in der Wladimirskaja-Straße 94 (1908),
- Mietshaus in der Großen Schitomirer Straße 8a (1912),
- Stahlbetontreppe zum Denkmal für das Magdeburger Recht und zum Dnepr (1913–1915),
- Realisierung der Halle des Bessarabischen Marktes auf dem Bessarabischen Platz nach dem Entwurf Henryk Julian Gays (1908–1912),
- Entwurf einer städtischen Müllverbrennungsanlage (1909),
- Bessarabische Kaserne in der Andrjuschtschenko-Straße 6 (1911),
- Luzker Kaserne in der Degtjarewskaja-Straße 11 (1911),
- Kaserne in der Delowaja-Straße 3 (um 1911),
- Tiraspoler Kaserne in der Dorogoschizkaja-Straße 24a (1911),
- Kasernen der Fußartillerie in der Marschall-Rybalko-Straße 6/27 (1910–1912).

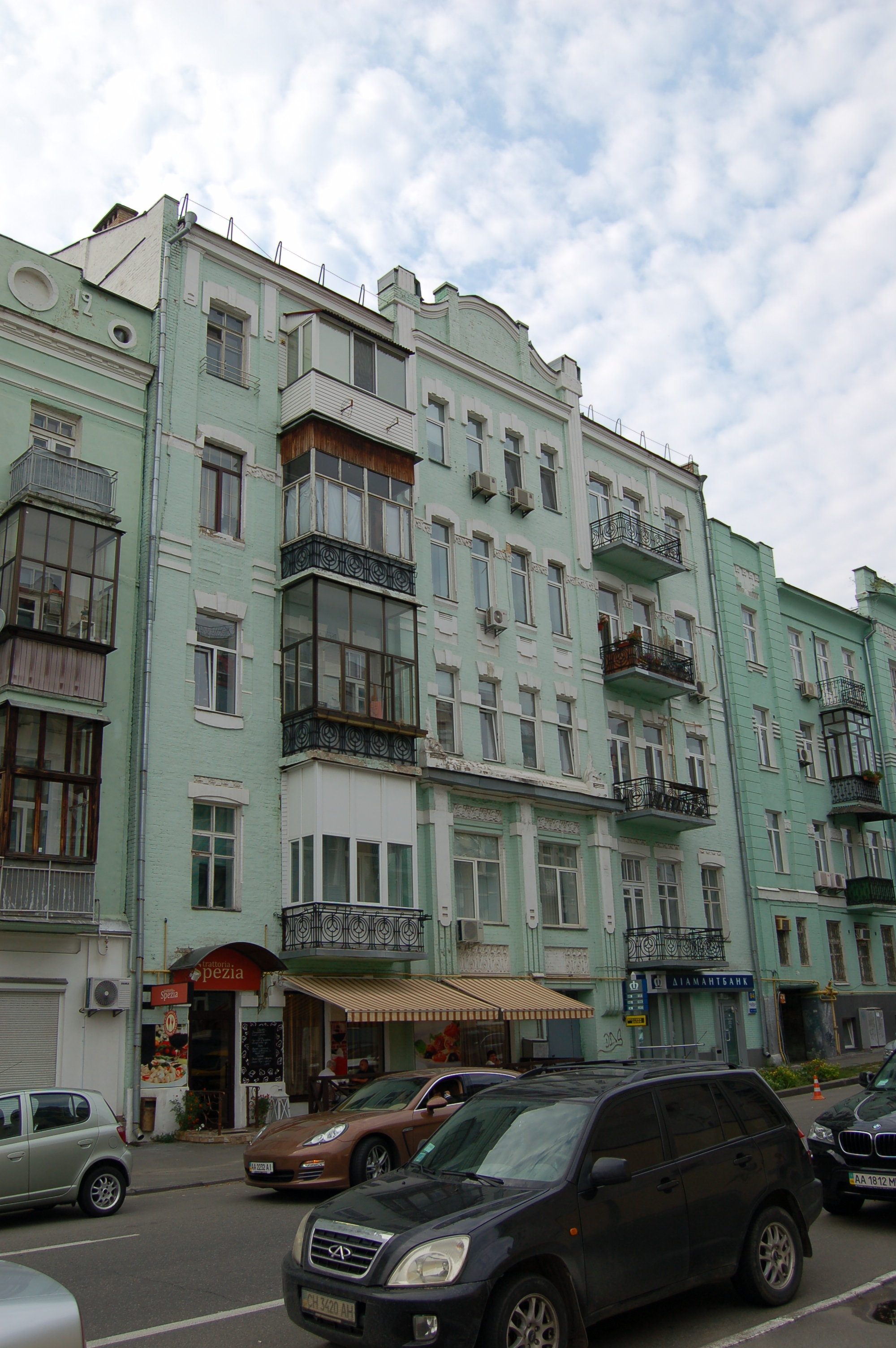
Wohnhaus Wladimirskaja-Straße 94
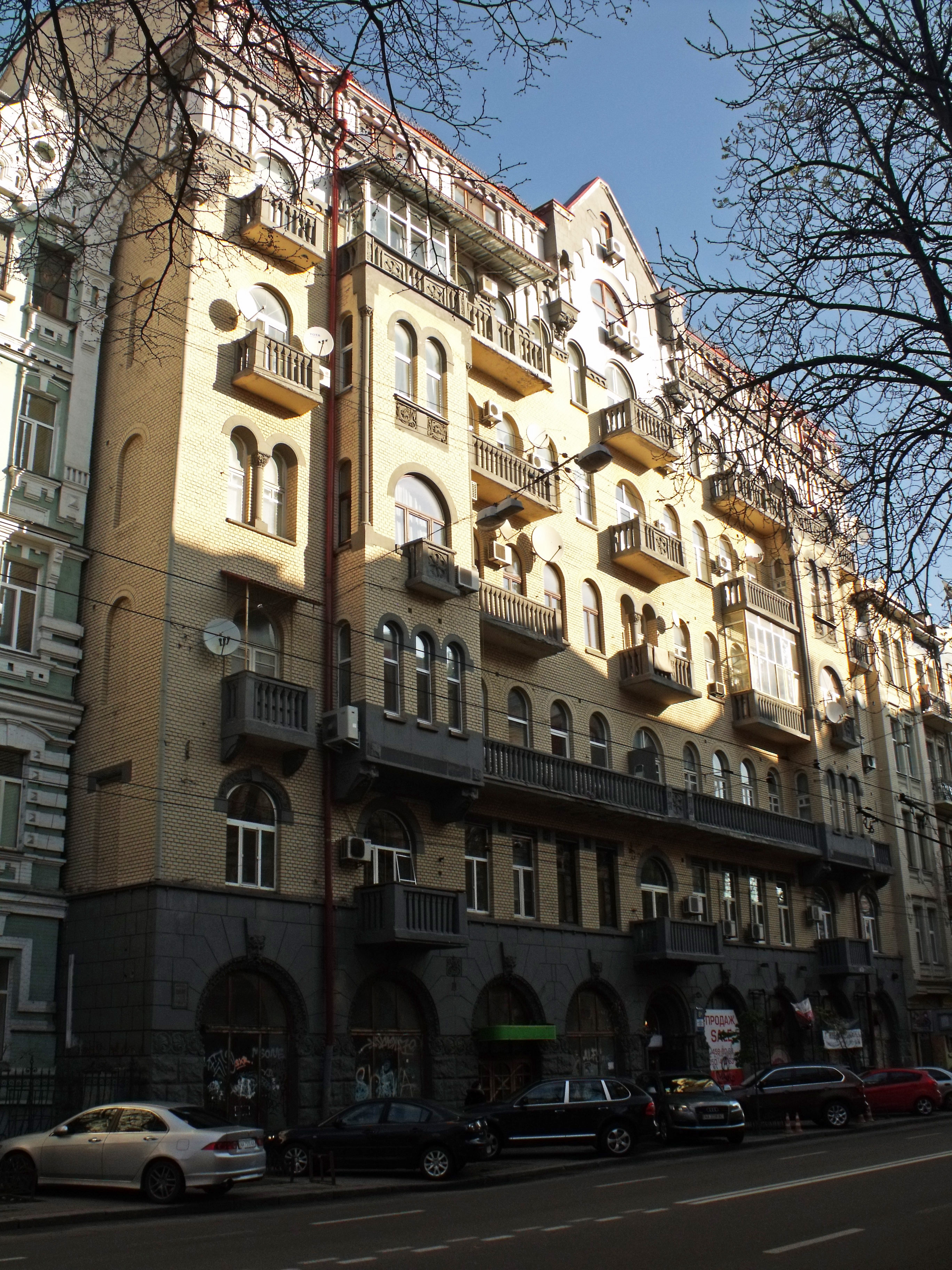
Mietshaus Große Schitomirer Straße 8a
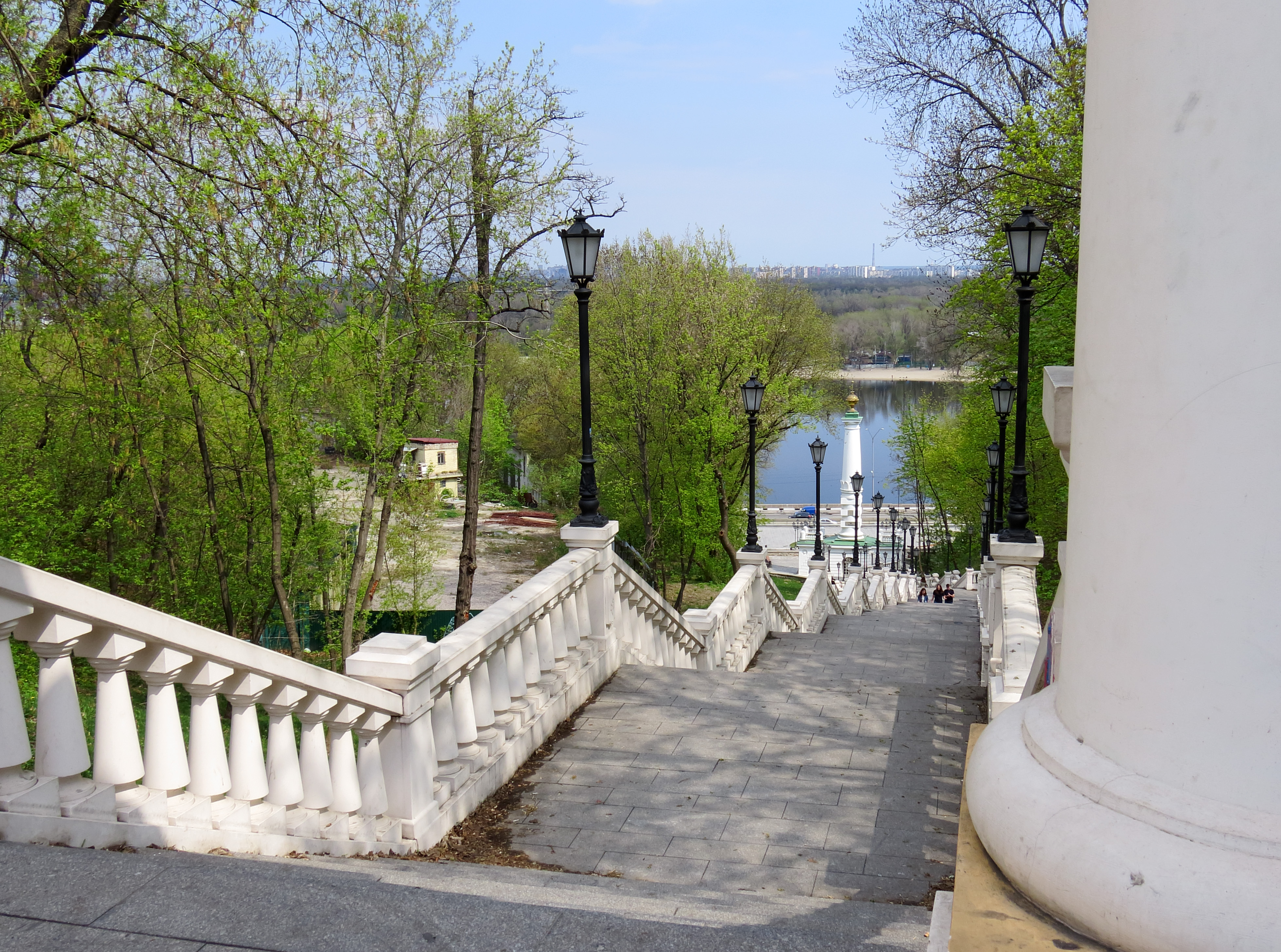
Treppe am Denkmal für das Magdeburger Recht
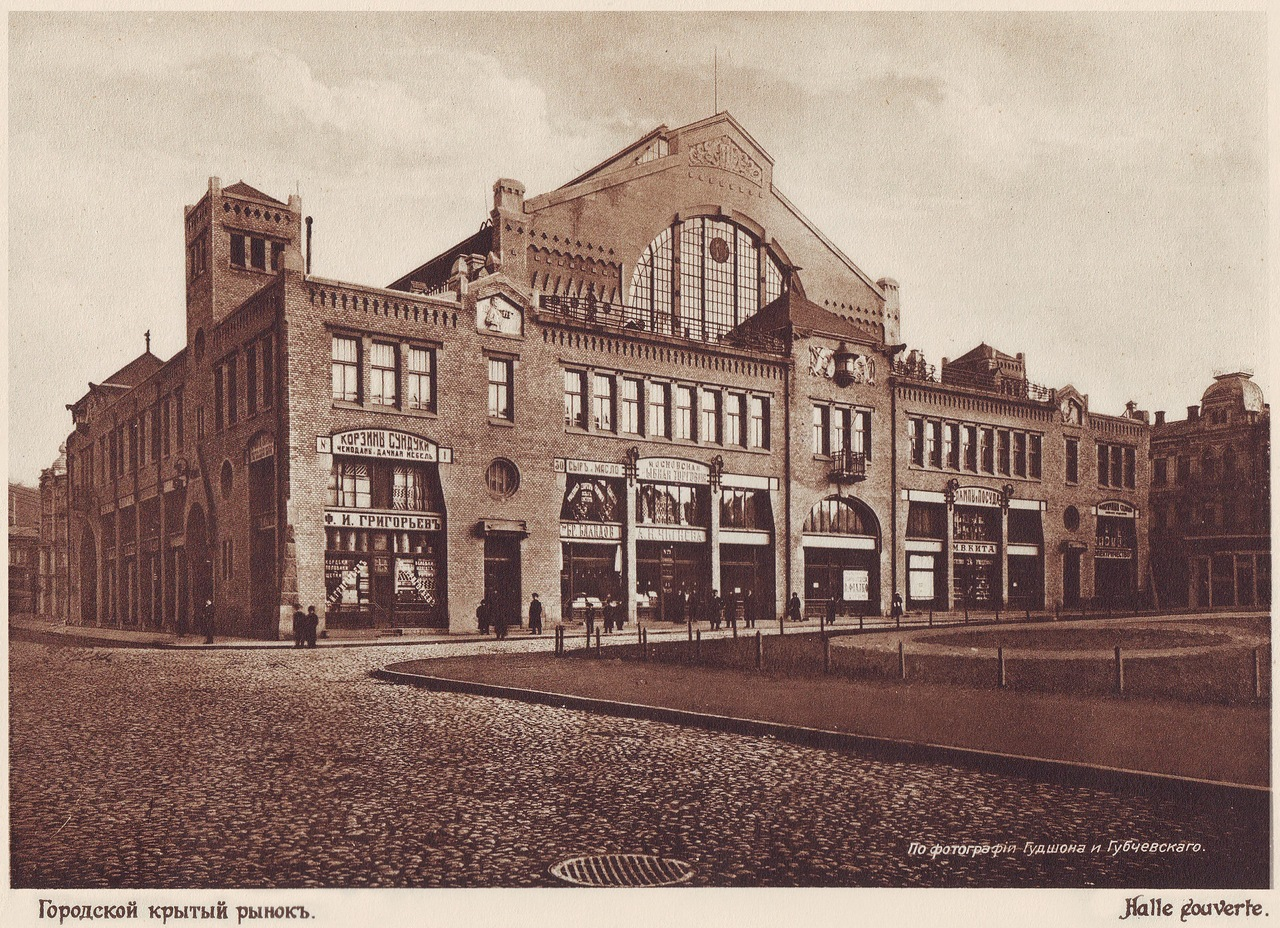
Halle des Bessarabischen Marktes
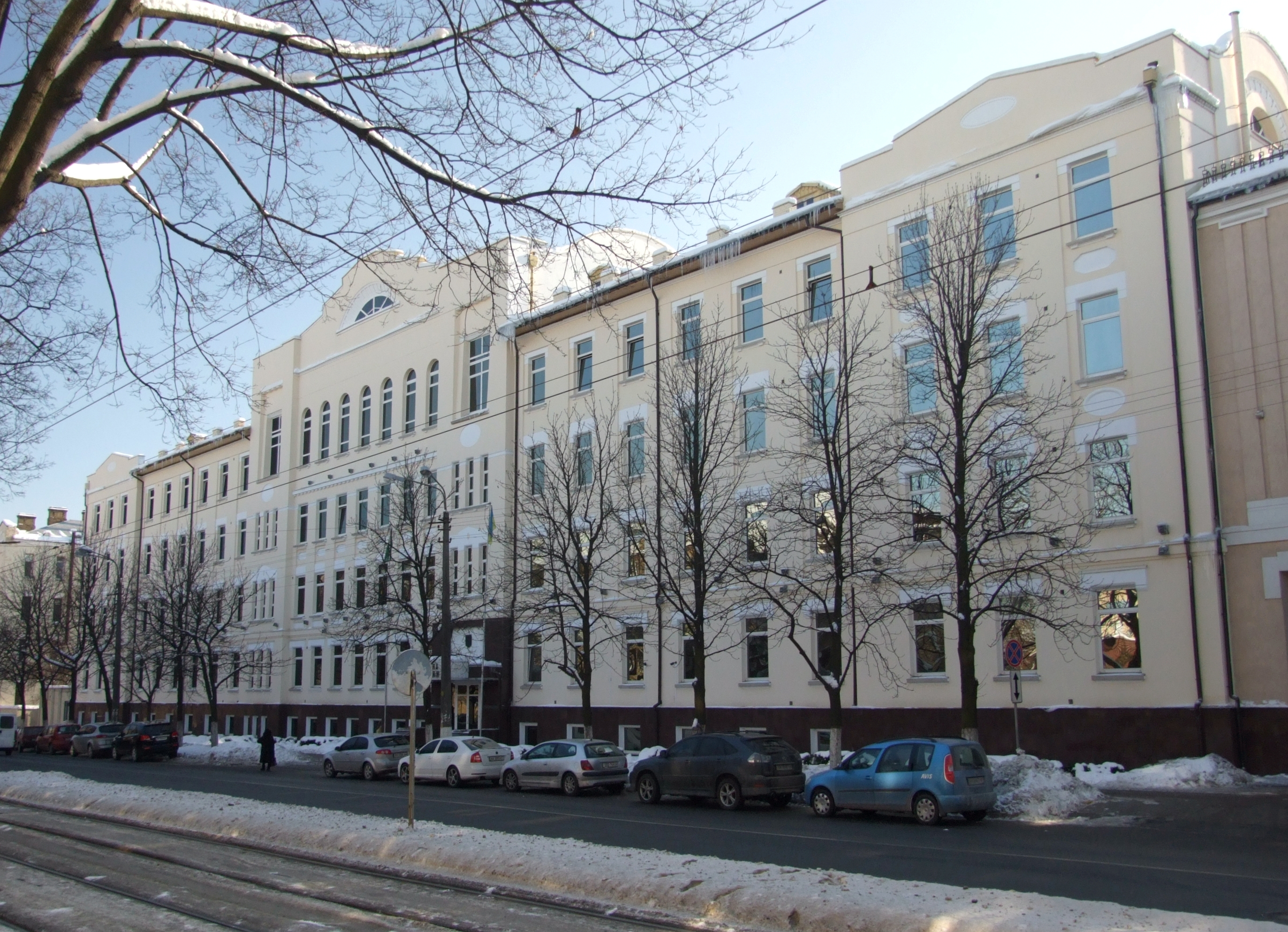
Luzker Kaserne
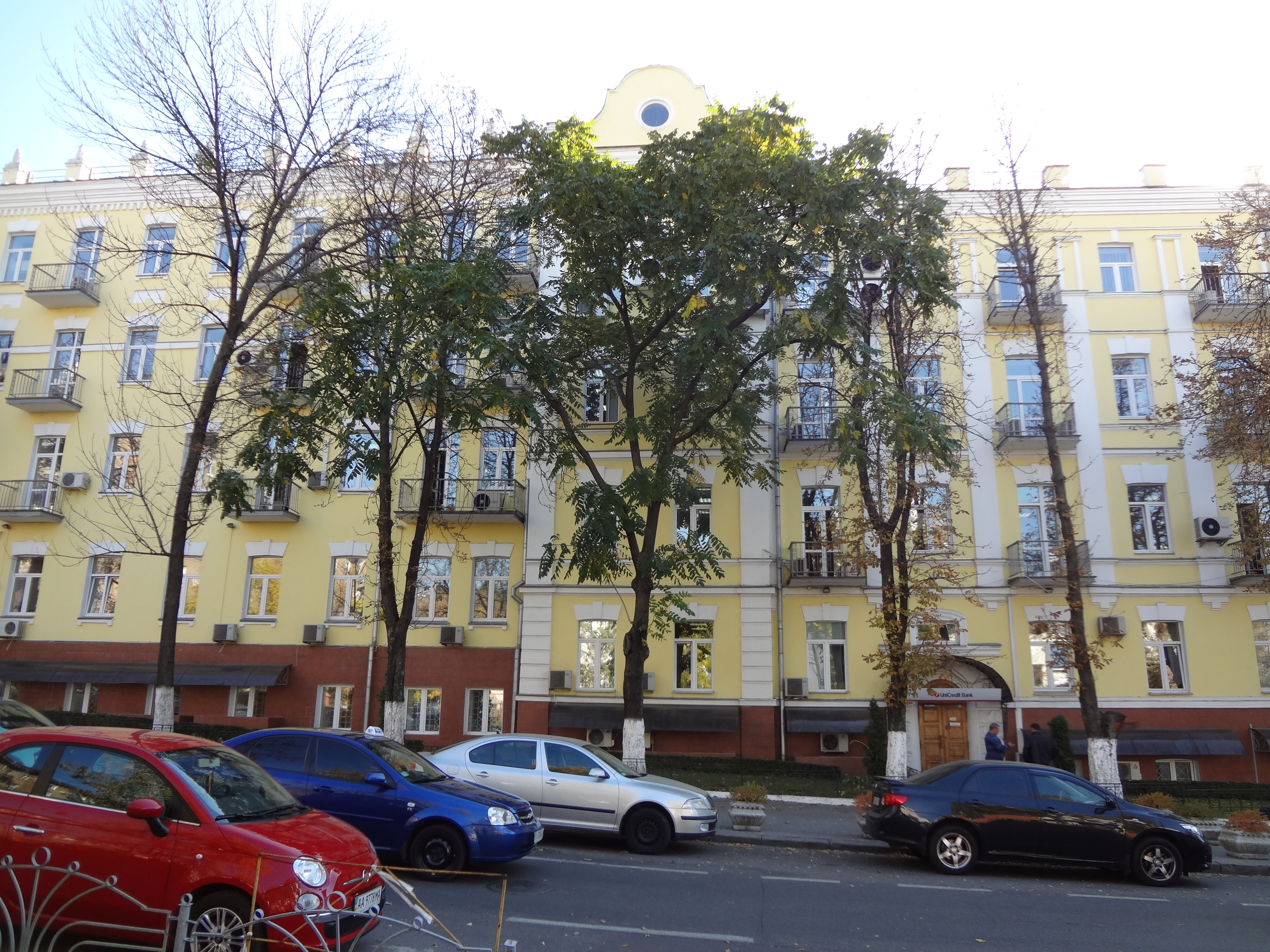
Kaserne in der Delowaja-Straße 3
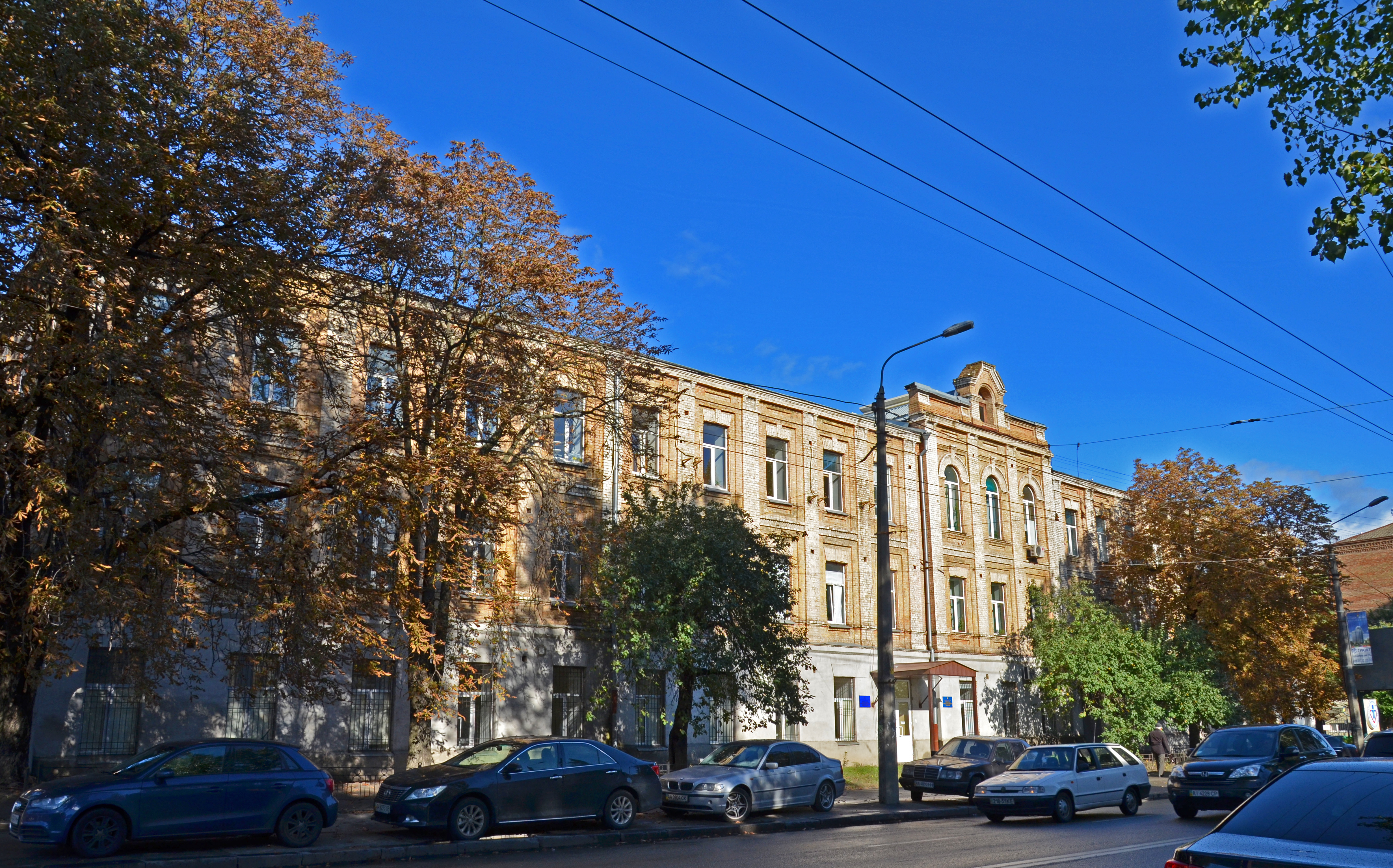
Tiraspoler Kaserne
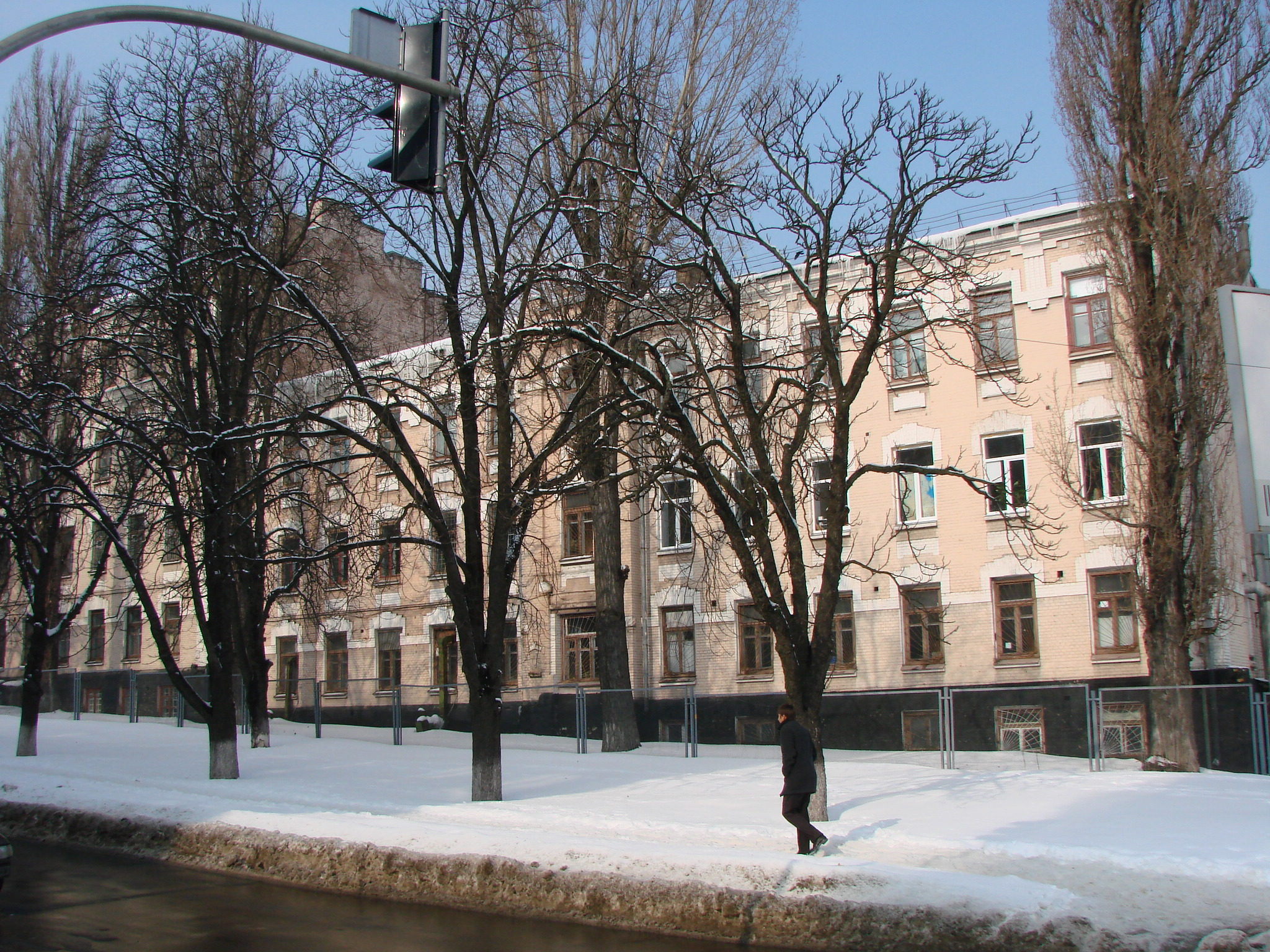
Kasernen der Fußartillerie